# クリスタルバイオレットラクトン

酸性物質により前駆体(左)から青色色素(右)に変化する

クリスタルバイオレットラクトンはクリスタルバイオレットのラクトン誘導体。青色発色用の色素前駆体（ロイコ色素）として用いられる。
淡黄色の結晶で、水に難溶、有機溶媒に可溶。酸性物質（顕色剤）と接触すると可逆的に反応し、ラクトン環が分解してカルボン酸型となり、共役系ができることにより青く発色する。
ノーカーボン紙の色素として初めて実用化されたもので、感熱紙にも用いられる。